# Gouvernement Facta I
Royaume d'Italie
Bonomi I Facta II
Le gouvernement Facta I (Governo Facta I, en italien) est le gouvernement du royaume d'Italie entre le 26 février 1922 et le 1er août 1922, durant la XXVIe législature.

## Historique

### Président du conseil des ministres
Luigi Facta